# 凱勒灣
凱勒灣（英語：Keller Inlet），是南極洲的海灣，位於帕爾默地東岸，長22公里、寬11公里，處於利特爾角和菲斯克角之間，在1940年12月由美國研究隊拍攝空中照片，現時由南極條約體系管理。

## 外部連結
. . United States Geological Survey.   [2013-04-16].
74°15′S 61°5′W / 74.250°S 61.083°W